# Salticus jugularis
Salticus jugularis är en spindelart som beskrevs av Simon 1900. Salticus jugularis ingår i släktet Salticus och familjen hoppspindlar. Inga underarter finns listade i Catalogue of Life.